# Atherington

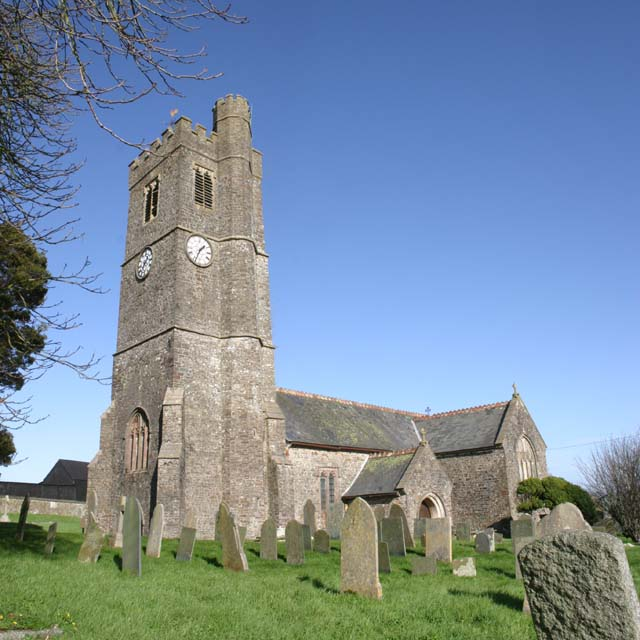
Iglesia de Santa María, Atherington

Atherington es un pueblo y una parroquia civil en el distrito de Devon, en el norte de Devon, Inglaterra, a unos 13 kilómetros al sur de Barnstaple. Según el censo de 2001, la parroquia tenía una población de 391 habitantes. 
La iglesia de Santa María es perpendicular y fue restaurada por J.L. Pearson en 1884. La iglesia tiene un biombo y una galería que data de hace 400 años, así como una escalera de roodloft de la misma edad. En el desván hay paneles heráldicos isabelinos . 
También hay una pantalla del siglo XV en el presbiterio, y una fuente del mismo período. La parte del pasillo norte del biombo conserva el dosel original y como tal es único en Devon (fue tallado por dos artesanos de Chittlehampton c. 1540). La sección del coro fue traída aquí desde Umberleign c. 1800. Los bancos tienen elaborados extremos tallados, y hay algunos vitrales muy antiguos.
La estación de ferrocarril de Umberleigh está situada en el cercano pueblo de Umberleigh, que está a un par de millas de distancia. 